# Charles Cottier
Charles Cottier (Brisbane, Queensland; 27 de octubre de 1992) es un actor australiano, más conocido por haber interpretado a Dexter Walker en la serie Home and Away.

## Biografía
Nació en Brisbane; tiene un hermano mayor y uno menor. Se graduó de la secundaria en 2009.
Es muy buen amigo de los actores Todd Lasance, Lincoln Younes, Luke Mitchell y Adam Demos. También es amigo del actor David Jones-Roberts.
Cottier sale con una joven llamada Leah Green.

## Carrera
El 22 de junio de 2010, obtuvo su primer papel importante en televisión cuando se unió al elenco de la exitosa serie australiana Home and Away, donde interpretó a Dexter Walker del 22 de junio de 2010 hasta el 13 de noviembre de 2013. Anteriormente el papel de Dexter había sido interpretado por el actor Tom Green en 2009. En febrero de 2014 se anunció que se uniría al elenco de la segunda temporada de la serie cómica Please Like Me.

## Filmografía

### Series de televisión
| Año             | Serie                          | Personaje      | Notas                         |
| --------------- | ------------------------------ | -------------- | ----------------------------- |
| 2016 - presente | Wanted                         | David Buckley  | 8 episodios                   |
| 2015            | Miss Fisher's Murder Mysteries | Terence Lawson | episodio "Game, Set & Murder" |
| 2014            | Please Like Me                 | Patrick        | 8 episodios                   |
| 2010 - 2013     | Home and Away                  | Dexter Walker  | 606 episodios                 |

## Premios y nominaciones
| Año  | Categoría                    | Premio      | Serie         | Resultado |
| ---- | ---------------------------- | ----------- | ------------- | --------- |
| 2011 | Most Popular New Male Talent | Logie Award | Home and Away | Nominado  |